# Phanerolepida transenna
Phanerolepida transenna là một loài ốc biển quý hiếm,thuộc họ Turbinidae.  Đây là loài còn sống duy nhất trong chi Phanerolepida.

## Phân bổ
Loài này sống ở vùng nước sâu, xuất hiện ngoài khơi Philippines và Nhật Bản ở độ sâu từ 600 m đến 800 m.